# رالف نورثام
رالف شيرر نورثام (بالإنجليزية: Ralph Shearer Northam) (مواليد 13 سبتمبر 1959) طبيب وسياسي أمريكي شغل منصب الحاكم الثالث والسبعين لولاية فيرجينيا بين عامي 2018 و2022. كانت مهنته طبيب أعصاب للأطفال، وعمل ضابطًا في الفيلق الطبي للجيش الأمريكي بين عامي 1984 و1992. شغل نورثام، الذي كان عضوًا في الحزب الديمقراطي، منصب قائم مقام ولاية فرجينيا الأربعين بين 2014 و2018 قبل فوزه بمنصب الحاكم ضد المرشح الجمهوري إد غيليسبي في انتخابات عام 2017. منعه دستور فرجينيا من الترشح للولاية التالية، غادر نورثام منصبه في يناير 2022، وخلفه الجمهوري غلين يونغكين.
شملت أبرز إنجازات نورثام خلال عمله حاكمًا توسيعه لتغطية برنامج ميديكيد ضمن ما يسمح به قانون الرعاية الصحية الأمريكي، وإلغاء عقوبة الإعدام، وإضفاء الشرعية على الماريغوانا، ورفع الحد الأدنى للأجور. أطلقت قناة سي إن بي سي على ولاية فيرجينيا لقب أفضل ولاية للأعمال مرتين خلال فترة حكمه، لتصبح الولاية الوحيدة التي حصلت على اللقب عامين على التوالي. قاد نورثام أيضًا الولاية خلال جائحة كوفيد 19، إذ كان الحاكم الوحيد في الولايات المتحدة الذي كان طبيبًا مرخصًا.

## النشأة وتاريخ أسرته وتعليمه
ولد نورثهام في بلدة ناساودوكس على الساحل الشرقي بولاية فيرجينيا في 13 سبتمبر 1959. نشأ هو وشقيقه الأكبر منه بعامين والذي يدعى توماس في مزرعة بجانب البحر بالقرب من أونانكوك بولاية فيرجينيا. زرعت الأسرة مجموعة متنوعة من المحاصيل وعملت في رعاية الماشية ضمن ممتلكاتها التي بلغت مساحتها خمسة وسبعين فدانًا (30 هكتارًا). عمل نورثهام خلال مراهقته على متن عبارة تتجه إلى جزيرة طنجة وكان عاملًا على متن سفن الصيد. عمل أيضًا في مزرعة أحد الجيران صبي مخزن في بقالة ميتلاند. التحق رالف وتوماس بمدارس عامة غير مدمجة. تخرج نورثهام من مدرسة أونانكوك الثانوية، وكان معظم زملائه من الأمريكيين من أصل أفريقي.
كانت والدة نورثام المدعوة نانسي بي شيرر من واشنطن العاصمة، عملت ممرضة بدوام جزئي في مستشفى نورثهامبتون أكوماك التذكاري، وكان والدها جراحًا. توفيت نانسي شيرر عام 2009. عمل والد نورثام المدعو ويسكوت بي نورثام محاميًا، ويعد من قدامى المحاربين في الحرب العالمية الثانية. دخل السياسة في ستينيات القرن الماضي، وخدم ثلاث فترات محاميًا للكومنولث في مقاطعة أكوماك، فيرجينيا. بعد خسارة الانتخابات لولاية رابعة، عُين ويسكوت نورثام قاضيًا في المحكمة المتنقلة لمقاطعتي أكوماك ونورثامبتون. عمل والد ويسكوت نورثام، والذي دُعى توماس لونغ نورثام، قاضيًا في نفس المحكمة.
توفي توماس لونغ نورثام حين كان ويسكوت نورثام في الرابعة عشرة من عمره فقط، وبيعت مزرعة العائلة في موديست تاون، فيرجينيا، والتي ولد فيها ويسكوت بعد بضع سنوات. حصلت العائلة على المزرعة في الأساس من جده الأكبر لرالف نورثام الذي دُعي جيمس والذي كان يمتلك العبيد هو وابنه ليفي جيكوب، ومُنح منهم ريموند نورثام حريته ليُجند في الفوج التاسع للقوات الملونة (جيش الاتحاد، الحرب الأهلية). لم يكن رالف نورثام على دراية بتاريخ عائلته في امتلاك العبيد حتى أجرى والده بحثًا عن أسلافهم خلال فترة حملة نورثام لمنصب الحاكم. حين عرف بشأن هذا الجزء من تاريخ عائلته، قال نورثهام: إن الأخبار التي تفيد بأن أجدادي كانوا يمتلكون عبيدًا تزعجني وتحزنني، لكن موضوع العبودية لطالما كان مصدر قلق. إن قصة عائلتي المعقدة تشبه تاريخ فيرجينيا المعقد. نحن دولة تقدمية، لكن كان لدينا في السابق أكبر عدد من العبيد في الاتحاد.
في المدرسة الثانوية، اختير نورثام الشخص الأكثر احتمالية للنجاح. كان عضوًا في فرق كرة السلة والبيسبول في مدرسته. تخرج نورثام من معهد فيرجينيا العسكري (في إم آي) في عام 1981، وشغل منصب رئيس محكمة الشرف في المعهد وحصل على درجة البكالوريوس في علم الأحياء. أصبح ثاني حاكم لولاية فرجينيا يتخرج من معهد فرجينيا العسكري، ويعد الأول منذ ويستمورلاند ديفيس (فصل عام 1877، وانتخب حاكمًا في عام 1917).
التحق نورثام بكلية طب فيرجينيا الشرقية وحصل على إجازة دكتور في الطب عام 1984.

## الجيش الأمريكي والمهنة الطبية
خدم نورثام ضابطًا طبيًا في جيش الولايات المتحدة بين عامي 1984 و1992. خلال خدمته العسكرية، أكمل إقامة طب الأطفال في مركز بروك العسكري الطبي في سان أنطونيو، تكساس، ثم حصل على زمالة في طب الأعصاب للأطفال في مركز والتر ريد الطبي العسكري في واشنطن العاصمة ومستشفى جونز هوبكنز في بالتيمور بولاية ماريلاند. تولى نورثام علاج المصابين الذين جرى إجلاؤهم خلال عملية عاصفة الصحراء في مركز لاندشتول الطبي الإقليمي في ألمانيا.
تسرح نورثام من الجيش الأمريكي عام 1992 برتبة رائد، وذلك بعد أن أكمل ثماني سنوات من الخدمة. منذ عام 1992، عمل نورثهام طبيب أعصاب للأطفال في مستشفى كينغز دوترز للأطفال في نورفولك، فيرجينيا.

## حياته الشخصية
أنجب نورثام وزوجته بام طفلين أصبحا بالغين حاليًا، ويدعيان ويس وأوبري. يعمل شقيق نورثام، الذي يُدعى توماس نورثام، محاميًا وشريكًا قانونيًا لعضو مجلس الشيوخ بولاية فرجينيا لينوود لويس، الذي انتُخب في مجلس شيوخ الولاية ليحل محل نورثام حين استقال من مقعده في مجلس الشيوخ في الولاية لتولي منصب قائم المقام. يعمل والدهما، ويسكوت نورثام، قاضيًا متقاعدًا في مقاطعة أكوماك، ومحاميًا سابق للكومنولث، ومحاربًا قديمًا في البحرية.
ينتمي نورثام إلى كنيسة معمدانية يغلب عليها السود في كابفيل بولاية فرجينيا ويعمل نائبًا لرئيس هيئة فورت مونرو، التي تشرف على فورت مونرو، وهو موقع تاريخي للحرب الأهلية حيث آوى جنرال الاتحاد بنيامين بتلر العبيد المحررين. يستمتع نورثام في أوقات فراغه بالعمل على السيارات الكلاسيكية. يمتلك سيارة أولدزموبيل موديل 1953 وشفروليه كورفيت عام 1971.
يمارس نورثام الجري الترفيهي، وينافس في السباقات مثل سباق ريتشموند رود رانرز فيرست داي كي 5، وسباق مونمنت أفينيو 10 كي.